# Viktor Mamtchenko
Victor Andreïevitch Mamtchenko (en russe : Ви́ктор Андре́евич Ма́мченко ; né en 1901 à Mykolaïv et mort le 11 décembre 1982 à Chelles) est un poète de la première vague de l'émigration russe, membre de plusieurs associations littéraires. L'influence de la Note parisienne et de la poétique d'avant-garde se croisent dans son œuvre.

## Biographie
Après avoir servi dans la marine, Victor Mamtchenko émigre en 1920, de Sébastopol en Tunisie. Il rejoint la France en 1923, et fait des études à la faculté de lettre de la Sorbonne, qu'il n'achève pas par manque de ressource. Il est l'un des organisateurs de l'Union des jeunes poètes et écrivains (1925), et membre du Cercle (Круг). Il est aussi proche aussi de Zinaïda Hippius. Son premier recueil de poésie Les oiseaux lourds («Тяжёлые птицы», 1936). Après la seconde guerre mondiale il publie encore plusieurs livres de poésie, dont le dernier finale est Rêve dans une maison froide  («Сон в холодном доме», Paris, 1975). Il meurt gravement malade en 1967 après un accident vasculaire cérébral.
Ses poèmes figurent dans plusieurs anthologies de la poésie de la diaspora russe.